# Gai Papi
Gai Papi (en llatí Caius Papius) va ser un magistrat romà. Formava part de la gens Pàpia, una família plebea d'origen samnita.
Era tribú de la plebs l'any 65 aC i va ser l'autor d'una llei per la qual tots els peregrinus eren expulsats de Roma. Aquesta llei, la Lex Papia de peregrinis, renovava una llei similar proposada per Marc Juni Penne l'any 126 aC, la Lex Junia de peregrinis. La Lex Papia també castigava als que havien assolit la ciutadania romana sense que hi tinguessin dret.
Valeri Màxim diu que aquesta llei s'hauria aprovat en una època anterior, ja que explica que el pare de Marc Perpenna, que era cònsol l'any 130 aC, va ser acusat per la Lex Papia després de la mort de el seu fill, ja que havia adquirit amb falsedats els drets d'un ciutadà romà. Dió Cassi diu expressament que la llei es va aprovar l'any 65 aC, i Ciceró parla de Gai Papi com a contemporani d'ell. Se suposa que hi ha algun error en la notícia de Valeri Màxim.